# الفرقة 146 (إسرائيل)
الفرقة 146 المدرعة التابعة لجيش الدفاع الإسرائيلي (الفرقة 319 والفرقة 131 سابقا)، والمعروفة أيضًا باسم تشكيل هامابتز («التحطيم»)، هي فرقة مشاة مدرعة احتياطية تابعة للقيادة الإقليمية الشمالية للجيش الإسرائيلي.
تشكلت في عام 1954، وقاتلت في العدوان الثلاثي وحرب 1967 باسم الفرقة 38، وخلال الأخيرة الفرقة اللواء أرييل شارون. خلال حرب أكتوبر قاتلت الفرقة في معارك شمال الجولان بقيادة اللواء موشيه بيليد. كانت تُعرف باسم الفرقة 146 في ذلك الوقت، وحصلت على اسمها الحالي 319 بعد الحرب.

## الوحدات
- الفرقة 319 «التحطيم»
  - اللواء الثاني مشاة «كرملي» (احتياطي)
  - اللواء الرابع «كيرياتي» (احتياطي)
  - اللواء 205 المدرع «القبضة الحديدية» (احتياطي)
  - اللواء 226 مظلات (احتياطي)
  - اللواء 228 مشاة 228 (احتياطي)
  - الفوج 213 مدفعية «إحياء» (احتياطي)
  - كتيبة إشارة الفرقة